# Dixidae
Famille
Les Dixidae sont une famille d'insectes diptères nématocères aquatique. Les larves vivent dans des eaux douces stagnantes et non polluées, juste sous la couche superficielle, généralement au milieu de la végétation aquatique marginale,. On les trouve sur tous les continents, à l'exception de l'Antarctique.

## Liste des genres
Selon Catalogue of Life (18 juillet 2021) :
- genre Asiodixa Papp, 2006
- genre Dixa
- genre Dixella Papp, 2006
- genre Eucorethrina
- genre Meringodixa
- genre Mesodixa
- genre Metadixa
- genre Neodixa
- genre Nothodixa
- genre Syndixa

Selon ITIS (27 févr. 2013) :
- genre Dixa
- genre Dixella
- genre Meringodixa